# Afidna
Afidna (in greco antico: Ἄφιδνα?, Áphidna) o Afidne (in greco antico: Ἀφίδναι?, Aphídnai) era un demo dell'Attica distante più di 120 stadi da Atene (circa la metà di Maratona e un po' meno di Decelea), situato tra Decelea e Ramnunte.

## Mitologia
Ad Afidna secondo la mitologia il re di Atene Teseo portò Elena dopo averla rapita, affidandola all'amico Afidno, dal quale veniva fatto derivare il nome di Afidna; quando i Dioscuri invasero l'Attica per riprendere la sorella Elena, furono condotti ad Afidna (dagli abitanti di Decelea o dallo stesso Decelo, irritato dall'orgoglio di Teseo, secondo la versione di Erodoto; da Academo secondo la versione di Plutarco), riuscirono ad espugnare la roccaforte, la rasero al suolo e raggiunsero l'obiettivo di riportare a Sparta la sorella, prendendo come schiava anche la madre di Teseo, Etra.

## Storia
Strabone, citando Filocoro, afferma che Afidna era una delle dodici città fondate in Attica dal mitico re di Atene Cecrope, e che in seguito Teseo aveva unito nella città di Atene.
Secondo William Martin Leake Afidna, arroccata sul monte Cotroni, in base ai ritrovamenti archeologici era probabilmente fortificata.
Nel 2001 Afidnes contava 2 543 abitanti.